# Heidewortelboorder
De heidewortelboorder (Phymatopus hecta) is een nachtvlinder uit de familie Hepialidae (wortelboorders). De spanwijdte bedraagt tussen de 22 en 33 millimeter.
De waardplanten van de vlinder zijn onder meer de adelaarsvaren en brandnetels. In de vliegtijd van mei tot in juli zijn de vlinders na het in vallen van de schemering actief.
De vlinders voeden zich niet meer als imago en leven dus vrij kort.
In Nederland komt de heidewortelboorder vooral in het oosten van het land voor, daar is de vlinder vrij algemeen. Ook in de rest van Europa is het een algemene vlinder.